# Colletes moricei
Colletes moricei är en biart som beskrevs av Saunders 1904. Colletes moricei ingår i släktet sidenbin, och familjen korttungebin. Inga underarter finns listade i Catalogue of Life.